# 第八大道111號

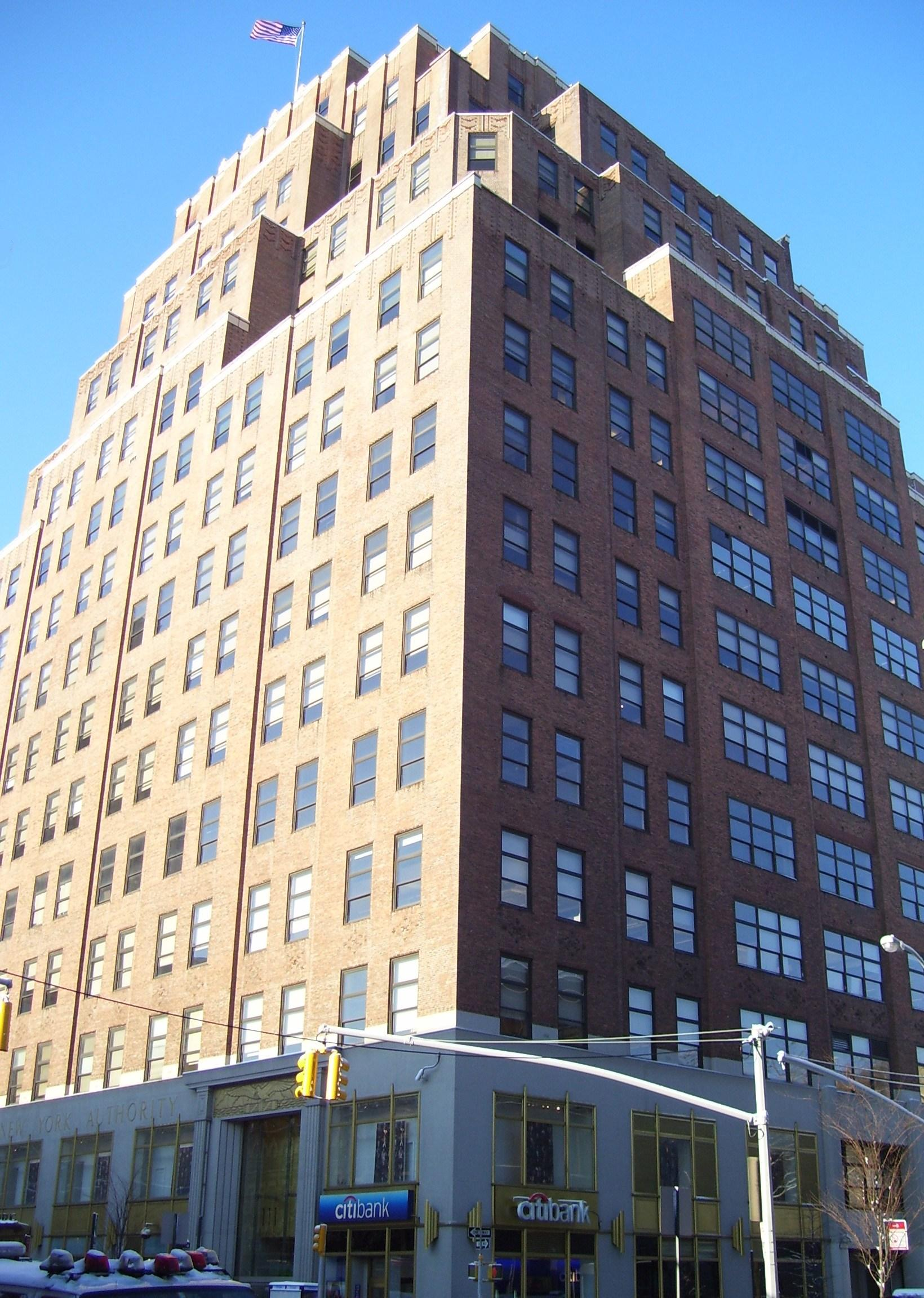

第八大道111號（111 Eighth Avenue），又名Google大廈（Google Building），是美國紐約市雀兒喜地區的一座建築。這座建築最初在1932年由紐約港務局修建於1932年。2010年，Google以18億美元的價格購買這座建築。

## 外部連結
- 官方网站
- The History of 111 Eighth Ave | Greg Estren | Talks at Google （页面存档备份，存于）

40°44′29″N 74°00′11″W / 40.7414°N 74.0031°W